# Matwijiwka (Krym)
Matwijiwka (ukr. Матвіївка, ros. Матвеевка, Matwiejewka) – wieś na Ukrainie, w Autonomicznej Republice Krymu (de iure stanowiącej integralną część państwa ukraińskiego, w 2014 anektowanej przez Rosję i odtąd funkcjonującej jako Republika Krymu), w rejonie perwomajskim. W 2001 liczyła 340 mieszkańców, wśród których 113 wskazało jako ojczysty język ukraiński, 188 rosyjski, a 39 krymskotatarski. Według spisu ludności przeprowadzonego przez okupacyjne władze rosyjskie populacja wsi w 2014 wynosiła 277 osób.